# Íz (részecskefizika)
Az íz a részecskefizikában mint kvarkíz a kvarkok hat típusát, mint leptoníz a leptonok hat típusát megkülönböztető tulajdonság, amelyhez kvantumszámok rendelhetők. A részecskefizikában a kvarkíz játszik fontosabb szerepet, a leptoníz helyett inkább a részecskecsaládok és a leptonszámok, illetve az ezekhez rendelhető kvantumszámok használatosak.

## Kvarkíz
A kvarkok hat típusát (növekvő tömegsorrendben: u, d, s, c, b, t) nevezzük kvarkízeknek. Az erős kölcsönhatásban ez a hat kvark azonos módon viselkedik, ezért feltételezzük, hogy egy elméletben ezek egy SU(6)-szimmetria definiáló állapotai. Ez az elmélet nem a standard modell, hanem egy azon túli, az elektrogyenge és az erős kölcsönhatást egyesítő nagy egyesített elmélet vagy a gravitációt is magában foglaló kvantumgravitáció. A kvarkízszimmetria egyes alszimmetriái, amelyet egy SU(N) csoport ír le, ahol N<6, kevésbé sérülnek. Annál kevésbé, minél kisebb az N szám, és ahol a szimmetria az előzőben megadott kvarkízsorrendből az első N kvarkízt foglalja magában.
Az N=2 eset az u és d kvark közötti SU(2) szimmetria és az izospin két kvantumszáma a teljes I izospin és annak I3 komponense a megmaradó mennyisége. Ezt a szimmetriát a kvarkok felfedezése előtt jóval, 1932-ben Werner Heisenberg ismerte fel a proton és a neutron között.
Az N=3 eset az s kvarkot is beveszi a szimmetriába. Ez Murray Gell-Mann és George Zweig kvarkmodellje 1964-ből, amelyet Gell-Mann nyolcas útnak nevezett az SU(3) csoportnak a legkönnyebb mezonokat és barionokat leíró adjungált ábrázolásának, az oktettnek a dimenziója után. A hozzáadott kvantumszám a ritkaság.
Az N=4, 5, 6 eset beveszi rendre a c, b és t kvarkot is. Az SU(4), SU(5) és SU(6) modellben a legkönnyebb mezonmultiplett rendre N2−1 = 15, 24 illetve 35 mezont tartalmaz.

## Leptoníz
Lehetséges a három töltött leptonhoz és a három neutrínóhoz egy-egy, összesen hat független ízkvantumszámot rendelni. Ezek az elektromágneses kölcsönhatásban megmaradnak, de sérülnek a gyenge kölcsönhatásban, az erős kölcsönhatásban pedig nem játszanak szerepet, mivel a leptonok nem vesznek részt az erős kölcsönhatásban. Ezért egy ilyen kvantumszámsorozatnak nem túl sok a gyakorlati haszna.
Helyettük jól használható a gyenge izospin, amelyik standard modell és ezen belül az elektrogyenge kölcsönhatás lokális mértékszimmetriájának spontán sérülő részével kapcsolatos mennyiség.
Megmaradó mennyiség ezenkívül az elektrogyenge kölcsönhatásban a teljes leptonszám.